# Дечані
Дечані або Дечан (серб. Дечани / Dečani, арх. серб. Дечане / Dečane; алб. Deçani, Deçan) — місто і районний центр в середній частині сербської історичної області Метохія на території сучасного спірного регіону Косово. У декількох кілометрах на захід від нього розташовується один з найбільших і найвідоміших монастирів Сербської православної церкви Високі Дечани. З 1999 року населення моноетнічне, представлено албанцями. Загальне населення громади Дечані на 2011 р. становить 38,9 тис. осіб.

Монастир Високі Дечани

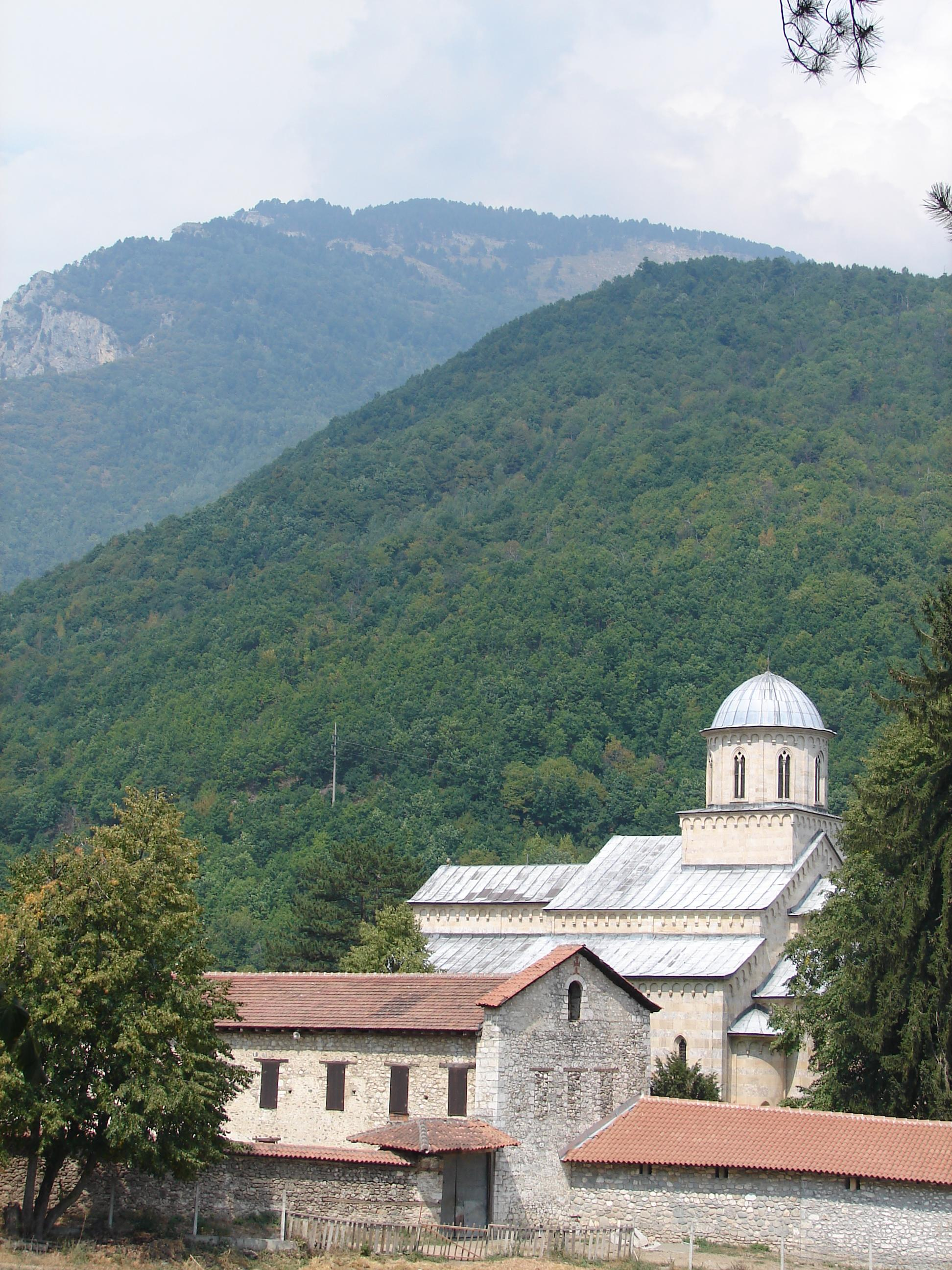
Монастир біля міста Дечані

Через місто проходить автомобільна дорога республіканського значення Печ—Джяковіца.